# Be a Man
«Be a Man» es la decimotercera canción de la banda de rock alternativo Hole y el último antes de su disolución en 2002. La canción fue coescrita por los miembros de Hole, Courtney Love y Eric Erlandson con la contribución de invitados frecuentes como Billy Corgan de The Smashing Pumpkins. Lanzado en 2000 como doble lado A (la otra pista pertenece a P.O.D.) esta canción también aparece en la banda sonora de la película de Al Pacino, Any Given Sunday. Fue el último sencillo de la banda durante diez años, hasta que salió "Skinny Little Bitch" en 2010.

## Video musical
El video de la canción fue dirigido por Joseph Kahn y Joe Rey. En él, muestra a Courtney Love con pelo azul y un vestido del mismo color en un campo de fútbol, interactuando, seduciendo y besando a jugadores cuando la lluvia comienza a caer. Es el único vídeo de Hole en el cual no aparece la banda completa.